# 326 هـ
326 هـ هي سنة في التقويم الهجري امتدت مقابلةً في التقويم الميلادي بين سنتي 937 و938.

## مواليد
- أبو الريحان البيروني
- الصاحب بن عباد

## وفيات
- إبراهيم القصار
- الحسين بن روح
- مبرمان